# 努特 (埃及神祇)

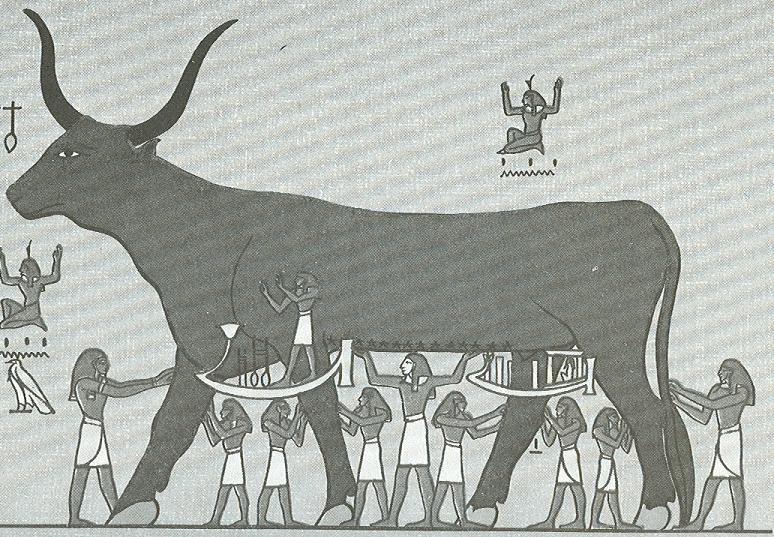
描繪努特的牆畫

努特是埃及神话中的天空之神。相對於其他神话中常以男性形象出现的天神，努特是一位女神。新王国时期的墓室壁画内，天空女神努特被描绘成母牛形象。努特是舒与泰芙努特的女儿，九柱神之一。

## 傳說事蹟
因與自己的哥哥蓋布形影不離而導致世間生物沒有生存的空間，於是其父親空氣之神舒受到太陽神拉的命令，將兩位戀人分開，古埃及壁畫中常可看到，以四肢罩著大地形成天空的女神與平躺形成大地的蓋布被兩人的父親舒以跪姿分開。
太陽神拉每晚日落後進入她的口中，第二天早晨又從她的陰戶中重生。她同時也如此吞咽和再生著星辰。努特同时也是死亡女神，大多数數石棺（sarcophagus）的内壁上都繪有她的形象。法老死後會進入她的身體，不久后便会重生。
在艺术作品中，努特的形象是一位被舒支撑着，以星群為身的女性；在她（星空）的对面是她的丈夫盖布（大地）。努特与盖布结婚，生欧西里斯、伊西斯、赛特和奈芙蒂斯。

## 大眾文化
- Puzzle & Dragons中的寵物：努特、星雲神・努特。